# Bandiera delle Comore
L'attuale bandiera delle Comore è stata adottata nel 2001.
La bandiera precedente raffigurava una mezzaluna calante in campo verde. Il nuovo disegno mantiene la mezzaluna, che è però inserita in un triangolo verde. Sono state, inoltre, aggiunte quattro strisce che simboleggiano le quattro isole dell'arcipelago:
- il giallo per Mohéli;
- il bianco per Mayotte (rivendicato dalle Comore, è però un dipartimento d'oltremare della Francia);
- il rosso per Anjouan;
- il blu per Gran Comora.

Le quattro stelle a fianco della mezzaluna calante rappresentano anch'esse le isole, mentre la mezzaluna rappresenta l'Islam, che è la religione principale delle Comore.
È usata come bandiera di comodo.

## Bandiere storiche

Bandiera dal 1963 al 1975
Bandiera dal 1975 al 1978
Bandiera dal 1978 al 1992
Bandiera dal 1992 al 1996
Bandiera dal 1996 al 2001